# Multiroom (telewizja)
Multiroom (ang. multi – wiele, room – pokój) – specjalna usługa operatora telewizyjnej platformy satelitarnej lub telewizji kablowej, polegająca na możliwości legalnego, niezależnego odbioru dwóch (lub więcej) kanałów platformy satelitarnej lub telewizji kablowej na dwóch (lub więcej) odbiornikach w ramach jednego abonamentu.
W Polsce usługę Multiroom, jako pierwsza, wprowadziła platforma satelitarna CYFRA+, umożliwiając swoim abonentom odbiór różnych, oferowanych przez siebie, kanałów na dwóch niezależnych telewizorach jednocześnie.
Usługa typu Multiroom od dnia 22 listopada 2010 roku dostępna jest również w platformie satelitarnej n, co jest kontynuowane – po przejęciu platformy n przez Canal+ i zmianie nazwy – w ofercie Platformy Canal+.
Od grudnia 2011 roku usługa Multiroom jest dostępna również w ofercie firmy Multimedia Polska.